# Gąsawy Rządowe
Gąsawy Rządowe [ɡɔ̃ˈsavɨ ʐɔnˈdɔvɛ] est un village polonais de la gmina de Jastrząb, du powiat de Szydłowiec et dans la voïvodie de Mazovie.
Il est situé à environ 6 kilomètres au sud de Jastrząb, 7 kilomètres au sud-est de Szydłowiec et à 113 kilomètres au sud de Varsovie.
Le village compte approximativement 1500 habitants en 2007.